# 그가 돌아왔다
그가 돌아왔다(Er ist wieder da, Look Who's Back)는 독일에서 제작된 다비드 브넨트 감독의 2015년 코미디 영화이다. 올리버 마수치 등이 주연으로 출연하였다. Timur Vermes의 아돌프 히들러의 2012년 풍자 소설에 기반을 둔다.

## 시나리오
70년 후, 옛 벙커가 있던 자리에서 깨어난 아돌프 히틀러. 21세기의 세상은 그를 뛰어난 코미디언으로 주목하기 시작한다.

## 출연

### 주연
- 올리버 마수치

### 조연
- 파비안 부시
- 크리스토프 마리아 허브스트
- 카챠 리만
- 라스 루돌프

## 제작진
- 프로듀서: 라스 디트리치
- 프로듀서: 크리스토프 뮬러
- 사운드디자인: 스테판 코트
- 사운드디자인: 폴 리셰르